# Kaido Kaaberma
Kaido Kaaberma (* 18. November 1968 in Haapsalu) ist ein ehemaliger estnischer Degenfechter und Fechtnationaltrainer.
Jahr 1991 wurde Kaaberma in Budapest Mannschaftsweltmeister.
Bei den Olympischen Spielen 1992 belegte er im Degen-Einzel den vierten Platz, bei den Olympischen Spielen 1996 wurde es mit der Degen-Mannschaft der fünfte und im Einzel der siebte Platz.
Seinen größten Erfolg konnte Kaaberma bei den Fechtweltmeisterschaften 1999 erzielen. Er gewann die Bronzemedaille im Degen-Einzelwettbewerb. Eine weitere Medaille konnte er 2001 mit der estnischen Degenmannschaft erkämpfen, als diese bei den Weltmeisterschaften erst im Finale Ungarn unterlag.
1997 errang Kaaberma bei der Europameisterschaft in Danzig Silber im Einzel, 2000 bei der Europameisterschaft in Madeira gelang ihm das erneut. 2001 gewann er bei der Europameisterschaft in Koblenz Bronze im Degen-Einzel.
Kaaberma gewann acht estnische Meistertitel im Degenfechten zwischen den Jahren 1988 und 2005.
Nach seiner aktiven Laufbahn war Kaaberma 15 Jahre lang Trainer der estnischen Fecht-Nationalmannschaft. 2024 trat er auf eigenen Wunsch von der Position zurück.